# Тортимка
То́ртимка (рос. Тортымка) — річка в Росії, права притока Пихти. Протікає територією Кезького та Дебьоського районів Удмуртії .
Річка починається на північній околиці присілка Верхній Тортим Кезького району. Протікає спочатку на південний схід, в нижній течії, вже на території Дебьоського району, повертає на південь, а потім на схід. Впадає до Пихти на південь колишнього присілка Трифоново. Береги заліснені, в нижній течії заболочені. На річці створено декілька ставків. Приймає декілька дрібних приток.
Над річкою розташовано присілки Кезького району Верхній Тортим та Тортим.